# Verhoging

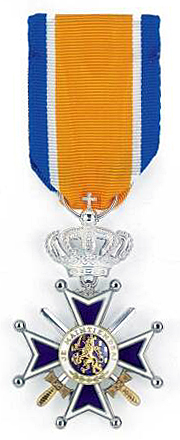
Een typische verhoging; de kroon boven het ridderkruis van de Nederlandse Orde van Oranje-Nassau.

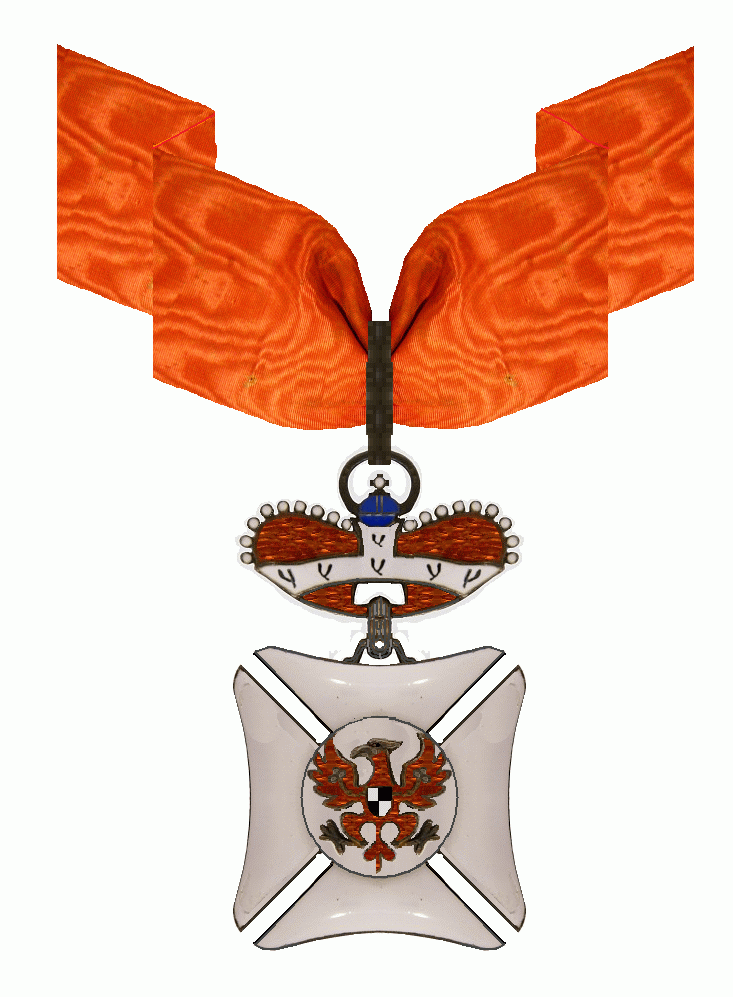
Kruis van de Ordre de la Sincérité met als verhoging een vorstenhoed

Boven het kruis of het juweel van een ridderorde of onderscheiding treft men vaak tussen het lint en het juweel een verhoging aan. Deze versiering kan diverse vormen aannemen.
Zo zijn er:
- Een beugelkroon. Traditioneel bij onderscheidingen die door een koning of vorst worden verleend maar ook bij de twee ridderorden van de republiek San Marino en de Orde van Malta.
- Een tiara. Bij Perzische en Ethiopische ridderorden.
- Een vorstenhoed. Bij de Orde van de Rode Adelaar (in Bayreuth voor 1777).
- Een hertogskroon. De Beierse Damesorde van Sint Elisabeth.
- Een doodskop. De Württembergse Orde en de Orde van Sint-Joachim
- Een lauwerkrans. De Belgische Kroonorde.
- Een eikenkrans.
- Een krans van eiken- en laurierbladeren. Deze verhoging nam in 1848 de plaats van de kroon in bij het Legioen van Eer.
- Een muurkroon. Bij de Orde van Verdienste van de Republiek Italië.
- Een wouw. Bij de Japanse Orde van de Wouw.
- Een leeuwenkop. Bij de Beierse Huisridderorde van de Heilige Georg.
- Een adelaar. Bij de Orde van Verdienste van de Bondsrepubliek Oostenrijk.
- Een monogram  Bij de Saksische Sidonia-Orde.
- Een lelie. Bij de IJslandse Orde van de Valk (deze lelie verving in 1944 de Deense kroon).
- Een bloem. Als aanduiding van de rang in Japanse ridderorden.
- Een olympische vlam. Bij het Finse Olympische Kruis van Verdienste.
- Een esculaap.Bij de Orde van Verdienste voor de Volksgezondheid (Frankrijk).
- Een paar vleugels. Bij de Franse Orde van Postale Verdienste (Frankrijk).
- Een tandwiel. De Franse Orde van Verdienste voor de Nationale Economie.
- Eikenloof. Bij een aantal Duitse orden waaronder het IJzeren Kruis.
- Een helm. Bij de ereridders in de Duitse Orde.
- Een trofee. Bij een groot aantal orden waaronder de Orde van Sint Gregorius de Grote.
- Een strik. Bij de Orde van Malta.
- Een toren. Bij de Portugese Orde van de Toren en het Zwaard.
- Een vuurslag. Bij het Belgische Kruis voor Burgerlijke Verdienste.
- Een paar gekruiste zwaarden. Bij talloze onderscheidingen waaronder de Orde van Hendrik de Leeuw.
- Een halve maan en lauwerkrans bij de Franse Herinneringsmedaille aan Marokko (1909)